# Domenico Volpati
Domenico Volpati (né le 19 août 1951 à Novare, au Piémont) est un footballeur italien des années 1970 et 1980. 

## Biographie
Domenico Volpati évolua comme milieu de terrain. Il commença dans des clubs de quatrième et de troisième division (Borgomanero et Solbiatese (it)). Puis il joua à l'AC Reggiana, ensuite à Côme et à l'AC Monza. Il découvre la Serie A avec le Torino FC. Il fut deux fois finaliste de la coupe d'Italie, battu en finale par l'AS Rome. Avec le Brescia Calcio, il joue en Serie B. Il revient en Serie A avec l'Hellas Vérone, remportant le Scudetto en 1985 et fut deux fois finaliste de la coupe d'Italie (1983 et 1984). Il finit sa carrière à l'Associazione Calcio Mantova. 
Diplômé en médecine, il travaille et vit actuellement à Cavalese, en tant que dentiste.

## Clubs
- 1968-1970 : AC Borgomanero
- 1970-1975 : Solbiatese AC (it)
- 1975-1976 : AC Reggiana
- 1976-1978 : Côme Calcio 1907
- 1978-1979 : AC Monza
- 1979-1981 : Torino FC
- 1981-1982 : Brescia Calcio
- 1982-1988 : Hellas Vérone
- 1988-1989 : Associazione Calcio Mantova

## Palmarès
- Coupe d'Italie de football
  - Finaliste en 1980, en 1981, en 1983 et en 1984
- Championnat d'Italie de football

- - Champion en 1985